# Alos-Sibas-Abense
Pour les articles homonymes, voir Alos, Abense et Sibas.
Alos-Sibas-Abense [alɔs sibas abɛ̃s] (Aloze-Ziboze-Onizegaine en basque) est une commune française, située dans le département des Pyrénées-Atlantiques en région Nouvelle-Aquitaine.

## Géographie

### Localisation
La commune d'Alos-Sibas-Abense se trouve dans le département des Pyrénées-Atlantiques, en région Nouvelle-Aquitaine.
Elle se situe à 62 km par la route de Pau, préfecture du département, à 29 km d'Oloron-Sainte-Marie, sous-préfecture, et à 15 km de Mauléon-Licharre, bureau centralisateur du canton de Montagne Basque dont dépend la commune depuis 2015 pour les élections départementales.
La commune fait en outre partie du bassin de vie de Mauléon-Licharre.
Les communes les plus proches sont : 
Tardets-Sorholus (1,1 km), Trois-Villes (1,6 km), Camou-Cihigue (2,5 km), Ossas-Suhare (2,6 km), Lichans-Sunhar (2,9 km), Laguinge-Restoue (3,0 km), Alçay-Alçabéhéty-Sunharette (3,8 km), Sauguis-Saint-Étienne (3,8 km).
Sur le plan historique et culturel, Alos-Sibas-Abense fait partie de la province de la Soule, un des sept territoires composant le Pays basque,. La Basse-Navarre en est la province la plus variée en ce qui concerne son patrimoine, mais aussi la plus complexe du fait de son morcellement géographique. Depuis 1999, l'Académie de la langue basque ou Euskalzaindia divise le territoire du Labourd en six zones,. La Soule, traversée par la vallée du Saison, est restée repliée sur ses traditions (mascarades, pastorales, chasse à la palombe, etc). Elle se divise en Arbaille, Basse-Soule et Haute-Soule, dont fait partie la commune.

### Communes limitrophes
Les communes limitrophes sont  Alçay-Alçabéhéty-Sunharette, Camou-Cihigue, Laguinge-Restoue, Lichans-Sunhar, Ossas-Suhare, Tardets-Sorholus et Trois-Villes.
| Ossas-Suhare                | Trois-Villes      |                  |
| Camou-Cihigue               | Alos-Sibas-Abense | Tardets-Sorholus |
| Alçay-Alçabéhéty-Sunharette | Lichans-Sunhar    | Laguinge-Restoue |

### Hydrographie

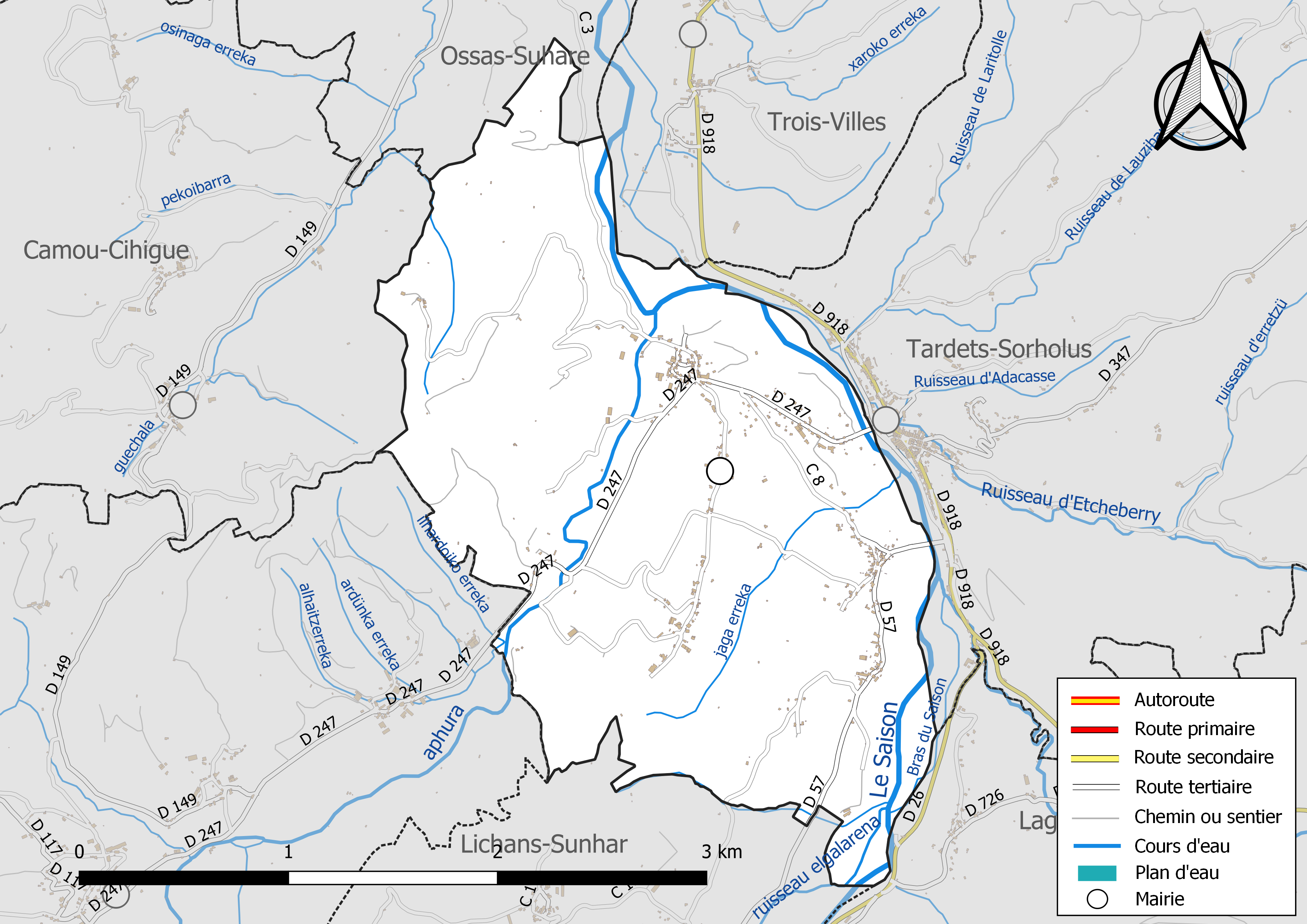
Réseaux hydrographique et routier d'Alos-Sibas-Abense.

La commune est drainée par le Saison, l'Apoura, le ruisseau Elgalarena, Ardünka erreka, un bras du Saison, Ilhardoiko erreka, Jaga erreka, le ruisseau de Laritolle, et par divers petits cours d'eau, constituant un réseau hydrographique de 9,54 km de longueur totale,.
Le Saison, d'une longueur totale de 72,2 km, prend sa source dans la commune de Larrau et s'écoule du sud vers le nord. Il traverse la commune et se jette dans le gave d'Oloron à Autevielle-Saint-Martin-Bideren, après avoir traversé 31 communes.
L'Apoura, d'une longueur totale de 18 km, prend sa source dans la commune de Lacarry-Arhan-Charritte-de-Haut et s'écoule du sud-ouest vers le nord-ouest. Il traverse la commune et se jette dans le Saison sur le territoire communal à quelques centaines de mètres au nord du bourg, après avoir traversé 3 communes.

### Climat
Pour des articles plus généraux, voir Climat de la Nouvelle-Aquitaine et Climat des Pyrénées-Atlantiques.
Historiquement, la commune est dans une zone de transition entre les climats océaniques aquitain et basque.
En 2020, Météo-France publie une typologie des climats de la France métropolitaine dans laquelle la commune est exposée à un climat de montagne et est dans la région climatique Pyrénées atlantiques, caractérisée par une pluviométrie élevée (>1 200 mm/an) en toutes saisons, des hivers très doux (7,5 °C en plaine) et des vents faibles.
Pour la période 1971-2000, la température annuelle moyenne est de 13,1 °C, avec une amplitude thermique annuelle de 13,4 °C. Le cumul annuel moyen de précipitations est de 1 458 mm, avec 12,2 jours de précipitations en janvier et 9,1 jours en juillet. Pour la période 1991-2020, la température moyenne annuelle observée sur la station météorologique la plus proche, située sur la commune de Licq-Athérey à 6 km à vol d'oiseau, est de 13,1 °C et le cumul annuel moyen de précipitations est de 1 528,1 mm,. Pour l'avenir, les paramètres climatiques de la commune estimés pour 2050 selon différents scénarios d’émission de gaz à effet de serre sont consultables sur un site dédié publié par Météo-France en novembre 2022.

### Milieux naturels et biodiversité

#### Réseau Natura 2000
Le réseau Natura 2000 est un réseau écologique européen de sites naturels d'intérêt écologique élaboré à partir des Directives « Habitats » et « Oiseaux », constitué de zones spéciales de conservation (ZSC) et de zones de protection spéciale (ZPS).
Un site Natura 2000 a été défini sur la commune au titre de la « directive Habitats » : « le Saison (cours d'eau) »,, un cours d'eau de très bonne qualité à salmonidés.

#### Zones naturelles d'intérêt écologique, faunistique et floristique
L’inventaire des zones naturelles d'intérêt écologique, faunistique et floristique (ZNIEFF) a pour objectif de réaliser une couverture des zones les plus intéressantes sur le plan écologique, essentiellement dans la perspective d’améliorer la connaissance du patrimoine naturel national et de fournir aux différents décideurs un outil d’aide à la prise en compte de l’environnement dans l’aménagement du territoire.
Une ZNIEFF de type 2 est recensée sur la commune, : 
le « réseau hydrographique du Gave d'Oloron et de ses affluents » (6 885,32 ha), couvrant 114 communes dont 2 dans les Landes et 112 dans les Pyrénées-Atlantiques.

## Urbanisme

### Typologie
Au 1er janvier 2024, Alos-Sibas-Abense est catégorisée commune rurale à habitat dispersé, selon la nouvelle grille communale de densité à sept niveaux définie par l'Insee en 2022.
Elle est située hors unité urbaine et hors attraction des villes,.

### Occupation des sols

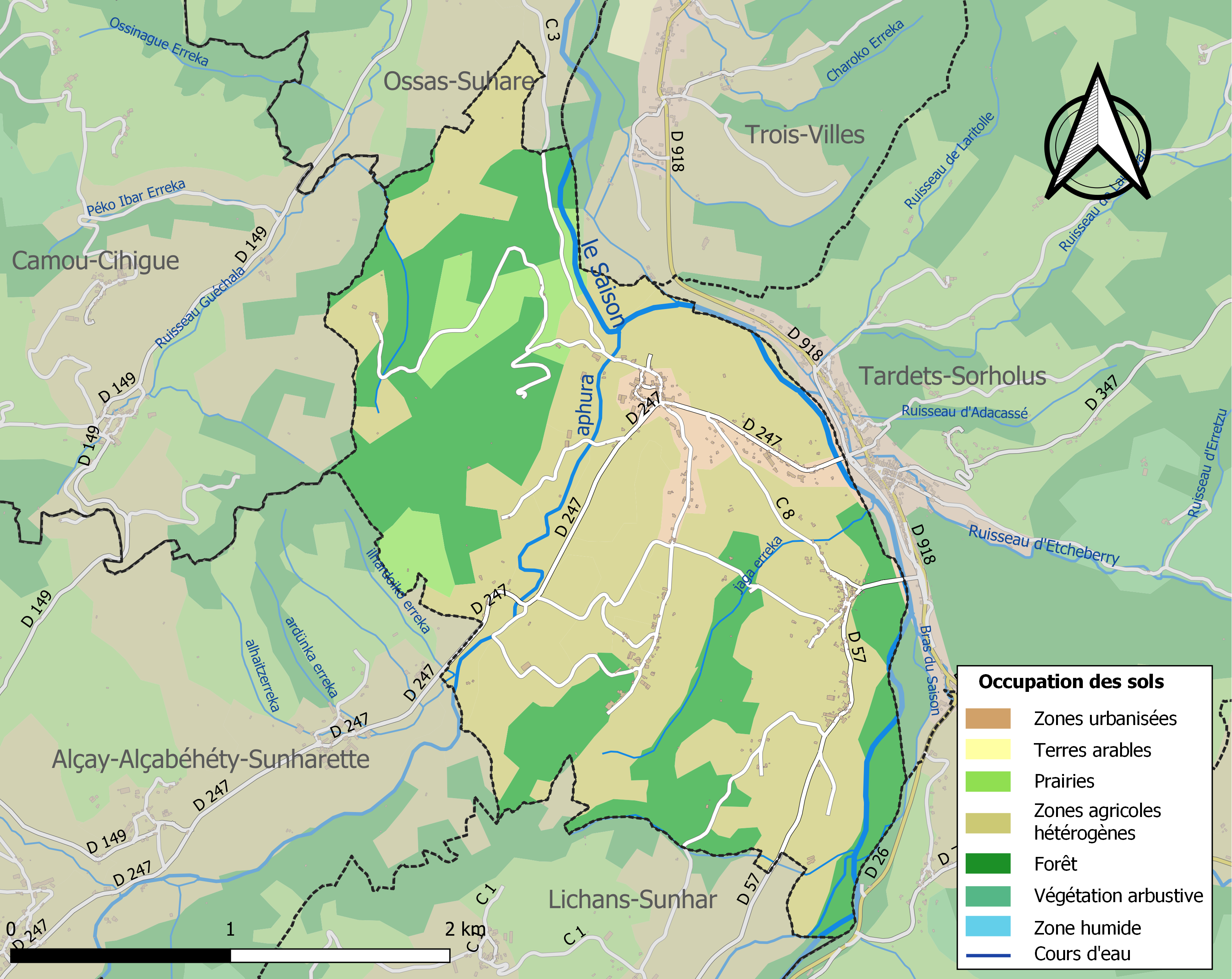
Carte des infrastructures et de l'occupation des sols de la commune en 2018 (CLC).

L'occupation des sols de la commune, telle qu'elle ressort de la base de données européenne d’occupation biophysique des sols Corine Land Cover (CLC), est marquée par l'importance des territoires agricoles (63,9 % en 2018), en diminution par rapport à 1990 (67,1 %). La répartition détaillée en 2018 est la suivante : 
zones agricoles hétérogènes (58,2 %), forêts (32 %), prairies (5,7 %), zones urbanisées (4,1 %). L'évolution de l’occupation des sols de la commune et de ses infrastructures peut être observée sur les différentes représentations cartographiques du territoire : la carte de Cassini (XVIIIe siècle), la carte d'état-major (1820-1866) et les cartes ou photos aériennes de l'IGN pour la période actuelle (1950 à aujourd'hui).

### Lieux-dits et hameaux
16 quartiers composent la commune d'Alos-Sibas-Abense :

#### Alos
- Gañeko ürrüpera
- Peko ürrüpera
- Kharrika
- Txorikhantagia (Txorikantagia sur les cartes IGN)
- Zamalgaña (Samalgagna sur les cartes IGN)

#### Sibas
- Antsola (Ansola sur les cartes IGN)
- Kharrika
- Khürütxeta (Kürütxeta sur les cartes IGN)
- Ohitxe (Ohitxea sur les cartes IGN)

#### Abense
- Jaga
- Papeterialtea (La Papeterie sur les cartes IGN)
- Zümatzea
- Kharrika
- Ezkieta
- Irigaraigañea
- Zezentze

### Risques majeurs
Le territoire de la commune d'Alos-Sibas-Abense est vulnérable à différents aléas naturels : météorologiques (tempête, orage, neige, grand froid, canicule ou sécheresse), inondations, feux de forêts et séisme (sismicité moyenne). Il est également exposé à deux risques technologiques, le transport de matières dangereuses et la rupture d'un barrage. Un site publié par le BRGM permet d'évaluer simplement et rapidement les risques d'un bien localisé soit par son adresse soit par le numéro de sa parcelle.

#### Risques naturels
Certaines parties du territoire communal sont susceptibles d’être affectées par le risque d’inondation par une crue torrentielle ou à montée rapide de cours d'eau, notamment le Saison et l'Aphura. La commune a été reconnue en état de catastrophe naturelle au titre des dommages causés par les inondations et coulées de boue survenues en 1982, 1983, 1992 et 2009,.
Alos-Sibas-Abense est exposée au risque de feu de forêt. En 2020, le premier plan de protection des forêts contre les incendies (PDPFCI) a été adopté pour la période 2020-2030. La réglementation des usages du feu à l’air libre et les obligations légales de débroussaillement dans le département des Pyrénées-Atlantiques font l'objet d'une consultation de public ouverte du 16 septembre au 7 octobre 2022,.

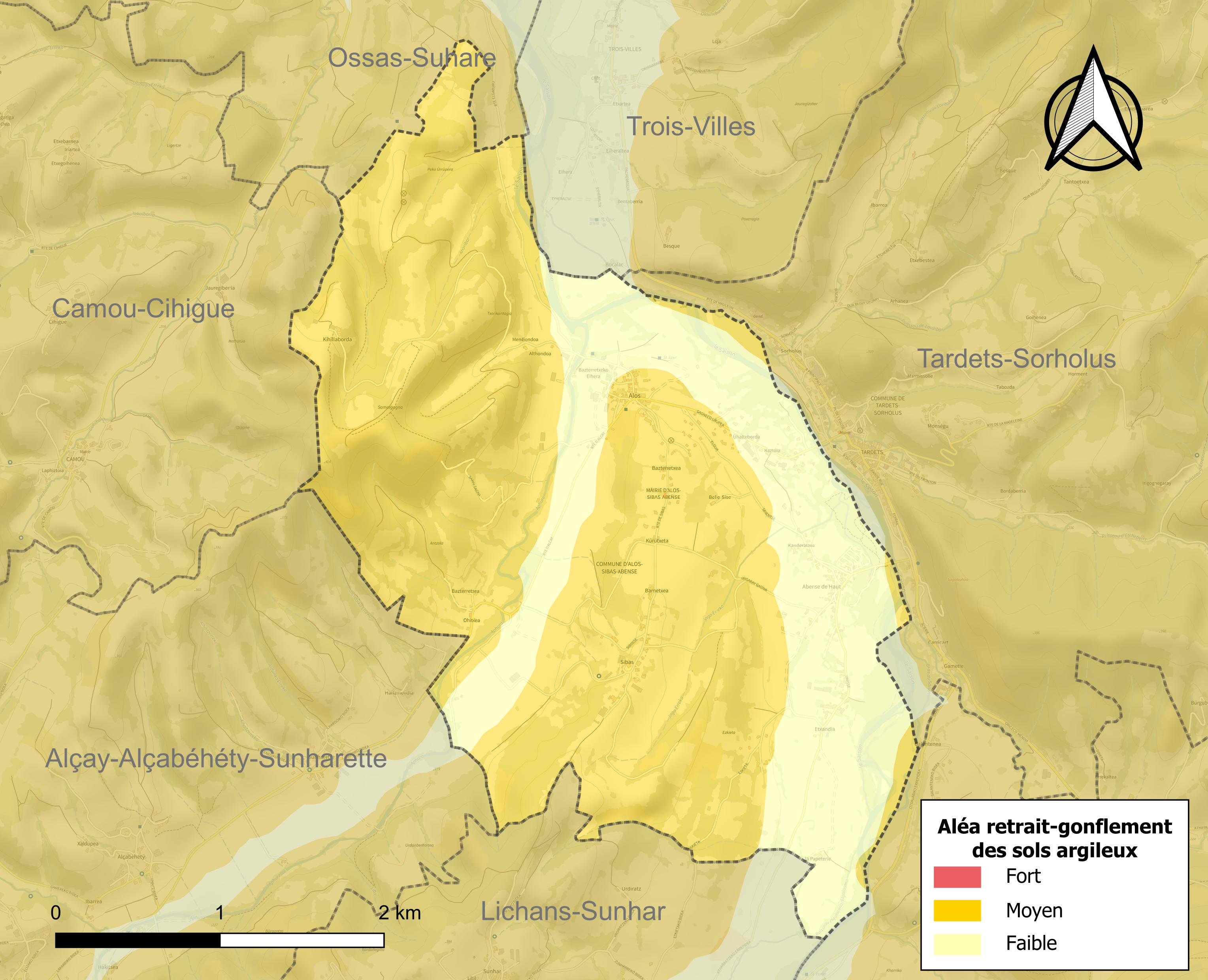
Carte des zones d'aléa retrait-gonflement des sols argileux d'Alos-Sibas-Abense.

Le retrait-gonflement des sols argileux est susceptible d'engendrer des dommages importants aux bâtiments en cas d’alternance de périodes de sécheresse et de pluie. 70,7 % de la superficie communale est en aléa moyen ou fort (59 % au niveau départemental et 48,5 % au niveau national). Depuis le 1er octobre 2020, en application de la loi ELAN, différentes contraintes s'imposent aux vendeurs, maîtres d'ouvrages ou constructeurs de biens situés dans une zone classée en aléa moyen ou fort,.

#### Risque technologique
La commune est en outre située en aval de barrages de classe A. À ce titre elle est susceptible d’être touchée par l’onde de submersion consécutive à la rupture de cet ouvrage.

## Toponymie

### Attestations anciennes
Le toponyme Alos est mentionné en 1327, 1338 puis en 1375 dans les contrats de Luntz pour cette dernière date, en 1405, dans les rôles gascons (Alos in terra de Soule), puis en 1690.
Le toponyme Sibas apparaît sous les formes 
Sivas (1178,, collection Duchesne volume CXIV, 1327 et 1690) et 
Sent-Martin de Sibas (1520,, coutume de Soule et 1690).
La forme basque est Ziboz(e) ou Ziborotz(e).
Le toponyme Abense apparaît sous les graphies
Evense, 
Abense prope Tardetz  (1385, collection Duchesne volume CXIV), 
Avense pres Tardets (1520), 
prop Tardetz Avense (1690) et 
Abeuze (1801, Bulletin des lois).
Jean-Baptiste Orpustan avance que le toponyme provient d'un changement en phonétique romane de l’étymon basque Oniz > onise > oénse > auénse > abense. La base du nom est l’oronyme ona, présent également dans Bayonne et Oneix. La forme basque moderne (Onizegañia, Onizegañe ou Omiz(e)) reprend l’expression de haut (gain(e)a > gañia).
Brigitte Jobbé-Duval indique qu'Oniz est le nom d’une maison basque noble.

### Autres toponymes
Domec est un fief d’Alos-Sibas, dans le hameau de Sibas. Il est mentionné en 1385 (collection Duchesne volume CXIV). Le fief dépendait de la vicomté de Soule et son titulaire comptait parmi les dix potestats de cette province.
Mendisquer est un fief d’Alos-Sibas, vassal de la vicomté de Soule, qui apparaît sous la graphie Menrisqueta en 1385 (collection Duchesne volume CXIV).
La Salle désignait une ferme et un fief d’Alos-Sibas dépendant de la vicomté de Soule. Le toponyme est mentionné en 1863 dans le dictionnaire topographique Béarn-Pays basque et apparaît sous la graphie 
La Sale de Sibas (1455, collection Duchesne volume CXIV).

### Graphie basque
Son nom basque actuel est Aloze-Ziboze-Onizegaine. Son nom gascon est Alòs, Sibàs e Avensa.

## Histoire
Sibas s'est unie à Alos le 23 octobre 1843 pour former Alos-Sibas.
Le 16 avril 1859, à la suite de l'annexion d'une partie du territoire d'Abense-de-Haut, la commune prend le nom d'Alos-Sibas-Abense.
La commune d'Abense-de-Haut disparaît ce même jour, son territoire étant partagé entre Alos-Sibas et Tardets-Sorholus.

## Politique et administration

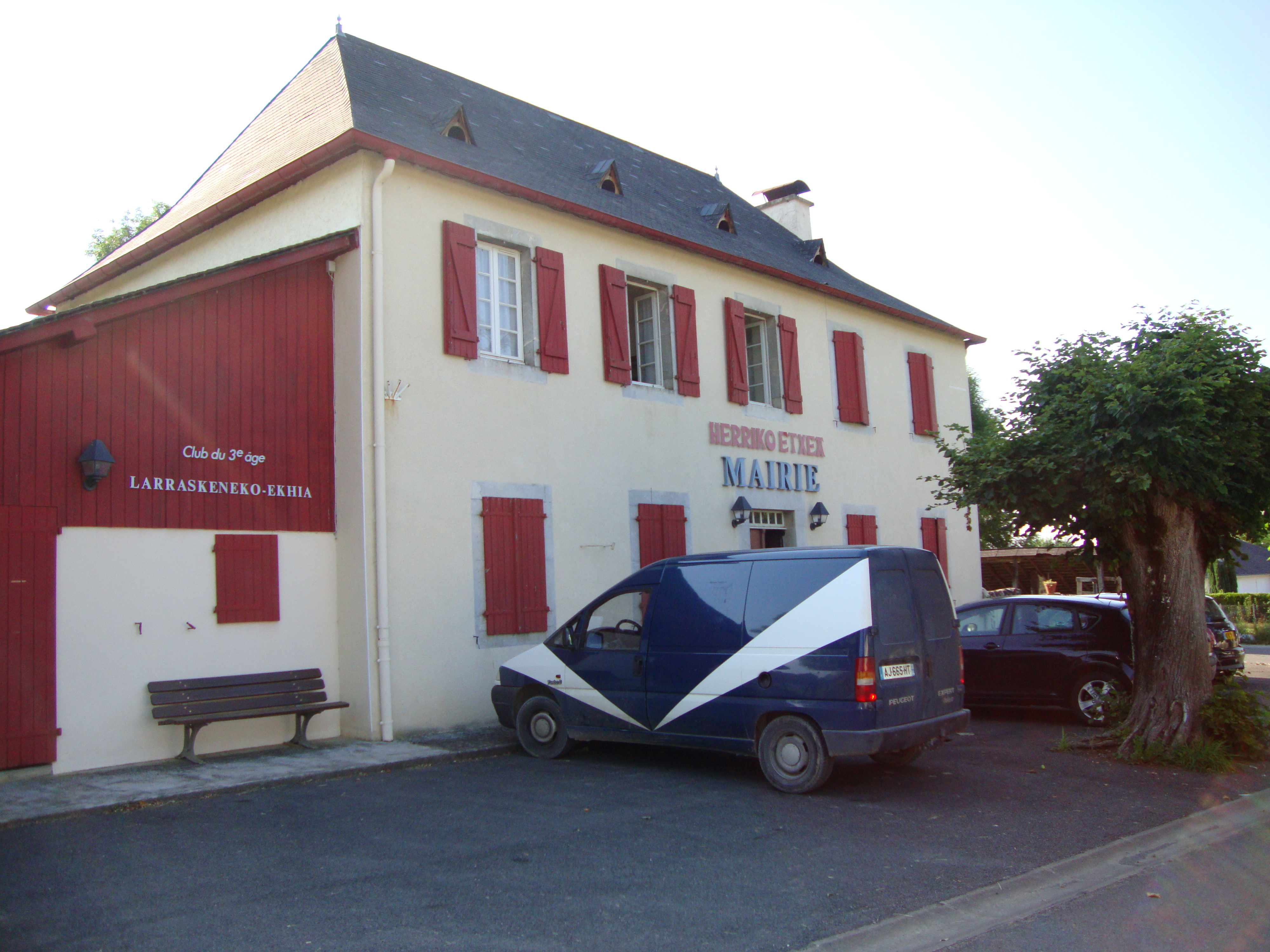
La mairie à Alos.

### Liste des maires

#### Avant 1843

##### Alos
| Période | Période | Identité          | Étiquette | Qualité |
| ------- | ------- | ----------------- | --------- | ------- |
| 1796    | 1798    | Alexis Carriquert |           |         |
| 1798    | 1799    | Pierre Queheille  |           |         |
| 1799    | 1798    | Jean Bastereche   |           |         |
| 1824    | 1836    | Jean d'Arthex     |           |         |
| 1836    | 1845    | Arnaud Sallabert  |           |         |

##### Sibas
| Période | Période | Identité                       | Étiquette | Qualité |
| ------- | ------- | ------------------------------ | --------- | ------- |
| 1795    | 1798    | Jean Carrique                  |           |         |
| 1798    | 1808    | Philippe Etchart               |           |         |
| 1808    | 1813    | Jean Harritchague              |           |         |
| 1813    | 1825    | Jean Carrique                  |           |         |
| 1825    | 1832    | Jean-Pierre d'Arthez-Lassalle  |           |         |
| 1832    | 1845    | Dominique Erbin dit Etchecopar |           |         |

##### Abense-de-Haut
| Période | Période | Identité                       | Étiquette | Qualité |
| ------- | ------- | ------------------------------ | --------- | ------- |
| 1793    | 1795    | André Etchart                  |           |         |
| 1795    | 1806    | Jean Althabegoity dit Oliberou |           |         |
| 1806    | 1810    | Arnaud Irigonegaray            |           |         |
| 1810    | 1816    | Jean-Baptiste Detchandy        |           |         |
| 1816    | 1824    | Casimir Etchebarne             |           |         |
| 1824    | 1848    | Jean-Baptiste Detchandy        |           |         |

#### Avant 1859

##### Alos-Sibas
| Période | Période | Identité          | Étiquette | Qualité |
| ------- | ------- | ----------------- | --------- | ------- |
| 1845    | 1847    | Arnaud Sallabert  |           |         |
| 1847    | 1859    | Jules Basterreche |           |         |

##### Abense-de-Haut
| Période | Période | Identité                      | Étiquette | Qualité |
| ------- | ------- | ----------------------------- | --------- | ------- |
| 1848    | 1848    | André Etchart                 |           |         |
| 1848    | 1852    | Jean Etchecopar dit Etchahoun |           |         |
| 1852    | 1859    | Laurent Maytie                |           |         |

#### Après 1859

##### Alos-Sibas-Abense
| Période | Période  | Identité                      | Étiquette | Qualité |
| ------- | -------- | ----------------------------- | --------- | ------- |
| 1859    | 1871     | Jules Basterreche             |           |         |
| 1871    | 1875     | Arnaud André d'Arthez Lassale |           |         |
| 1875    | 1881     | Jules Basterreche             |           |         |
| 1881    | 1888     | Pierre Arainty                |           |         |
| 1888    | 1896     | Pierre Arrospidegaray         |           |         |
| 1896    | 1900     | Jean-Pierre Mendicouague      |           |         |
| 1900    | 1904     | Arnaud Ibar                   |           |         |
| 1904    | 1912     | Arnaud Cocosteguy             |           |         |
| 1912    | 1916     | Bernard Larragneguy           |           |         |
| 1916    | 1918     | Bernard Mondot                |           |         |
| 1918    | 1919     | Bernard Larragneguy           |           |         |
| 1919    | 1929     | Jean Iriart                   |           |         |
| 1929    | 1939     | Pierre Marmissolle            |           |         |
| 1939    | 1940     | Joseph Etchart                |           |         |
| 1940    | 1951     | Pierre Marmissolle            |           |         |
| 1951    | 1953     | Bernard Aguer                 |           |         |
| 1953    | 1971     | Général Pierre Montjean       |           |         |
| 1971    | 1983     | Pierre Luchillo               |           |         |
| 1983    | 2001     | Pierre-Clémént Iratçabal      |           |         |
| 2001    | 2008     | Anne-Marie Etcheberry         | REG       |         |
| 2008    | En cours | Jean-Pierre Iriart            |           |         |

### Intercommunalité
La commune appartient à la communauté d'agglomération du Pays Basque. Elle est membre du syndicat d'énergie des Pyrénées-Atlantiques, de l'Agence publique de gestion locale, du SIVOM du canton de Tardets,, du SIVU de l'école de Tardets et du SIVU chargé du tourisme en Haute-Soule et Barétous.

## Population et société

### Démographie
Le nom des habitants est Aloztar,.

#### Avant 1843
|                | 1793 | 1800 | 1806 | 1821 | 1831 | 1836 |
| -------------- | ---- | ---- | ---- | ---- | ---- | ---- |
| Alos           | 188  | 212  | 218  | 213  | 223  | 223  |
| Sibas          | 122  | 110  | 105  | 137  | 133  | 130  |
| Abense-de-Haut | 290  | 327  | 322  | 291  | 394  | 406  |

Le 23 octobre 1843, Sibas et Alos sont réunies pour former Alos-Sibas.

#### Avant 1859
|                | 1841 | 1846 | 1851 |
| -------------- | ---- | ---- | ---- |
| Alos-Sibas     | 360  | 354  | 316  |
| Abense-de-Haut | 375  | 365  | 364  |

Le 16 avril 1859, une partie d'Abense-de-Haut est réunié à Alos-Sibas pour former Alos-Sibas-Abense. L'autre partie d'Abense-de-Haut est réunie avec Sorholus à Tardets.

#### Après 1859
L'évolution du nombre d'habitants est connue à travers les recensements de la population effectués dans la commune depuis 1856. Pour les communes de moins de 10 000 habitants, une enquête de recensement portant sur toute la population est réalisée tous les cinq ans, les populations de référence des années intermédiaires étant quant à elles estimées par interpolation ou extrapolation. Pour la commune, le premier recensement exhaustif entrant dans le cadre du nouveau dispositif a été réalisé en 2007.

En 2022, la commune comptait 305 habitants, en évolution de −3,17 % par rapport à 2016 (Pyrénées-Atlantiques : +3,78 %, France hors Mayotte : +2,11 %).
| 1856 | 1861 | 1866 | 1872 | 1876 | 1881 | 1886 | 1891 | 1896 |
| ---- | ---- | ---- | ---- | ---- | ---- | ---- | ---- | ---- |
| 646  | 565  | 505  | 527  | 523  | 538  | 530  | 536  | 511  |

| 1901 | 1906 | 1911 | 1921 | 1926 | 1931 | 1936 | 1946 | 1954 |
| ---- | ---- | ---- | ---- | ---- | ---- | ---- | ---- | ---- |
| 484  | 463  | 453  | 437  | 421  | 415  | 414  | 401  | 352  |

| 1962 | 1968 | 1975 | 1982 | 1990 | 1999 | 2006 | 2007 | 2012 |
| ---- | ---- | ---- | ---- | ---- | ---- | ---- | ---- | ---- |
| 368  | 343  | 361  | 316  | 309  | 319  | 275  | 269  | 303  |

| 2017 | 2022 | - | - | - | - | - | - | - |
| ---- | ---- | - | - | - | - | - | - | - |
| 319  | 305  | - | - | - | - | - | - | - |

### Enseignement
La commune dispose d'une école, l'école primaire privée Basabürüa-Ikastola. Cette école propose un enseignement basque par immersion.
La commune dispose d'un pôle petite enfance (halte garderie, crèche) et d'une ikastola.

## Économie
L'activité est essentiellement tournée vers l'agriculture (élevage et pâturages). La commune fait partie de la zone d'appellation de l'ossau-iraty.

## Culture locale et patrimoine

### Lieux et monuments

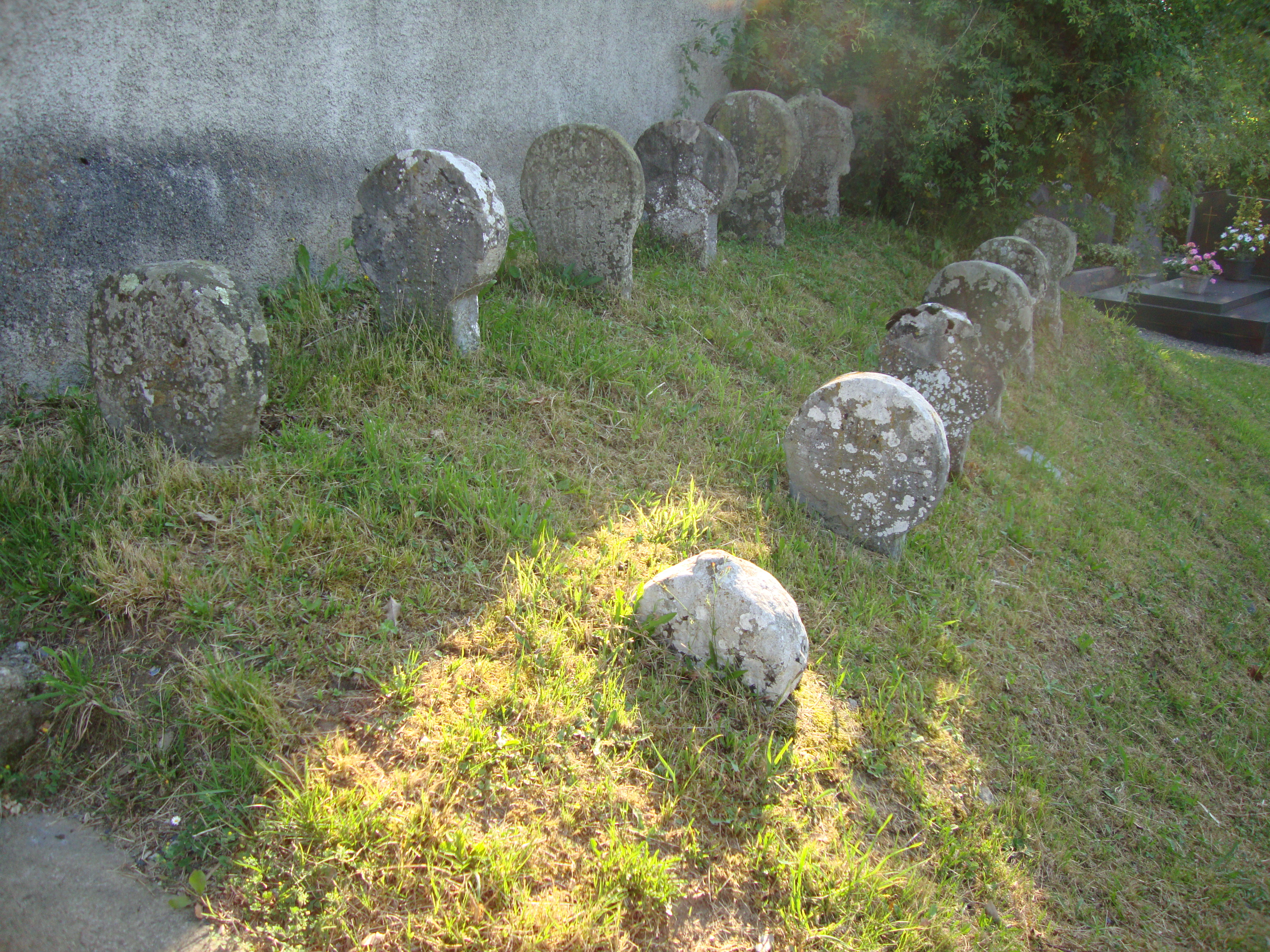
Vieilles stèles basques à Alos.
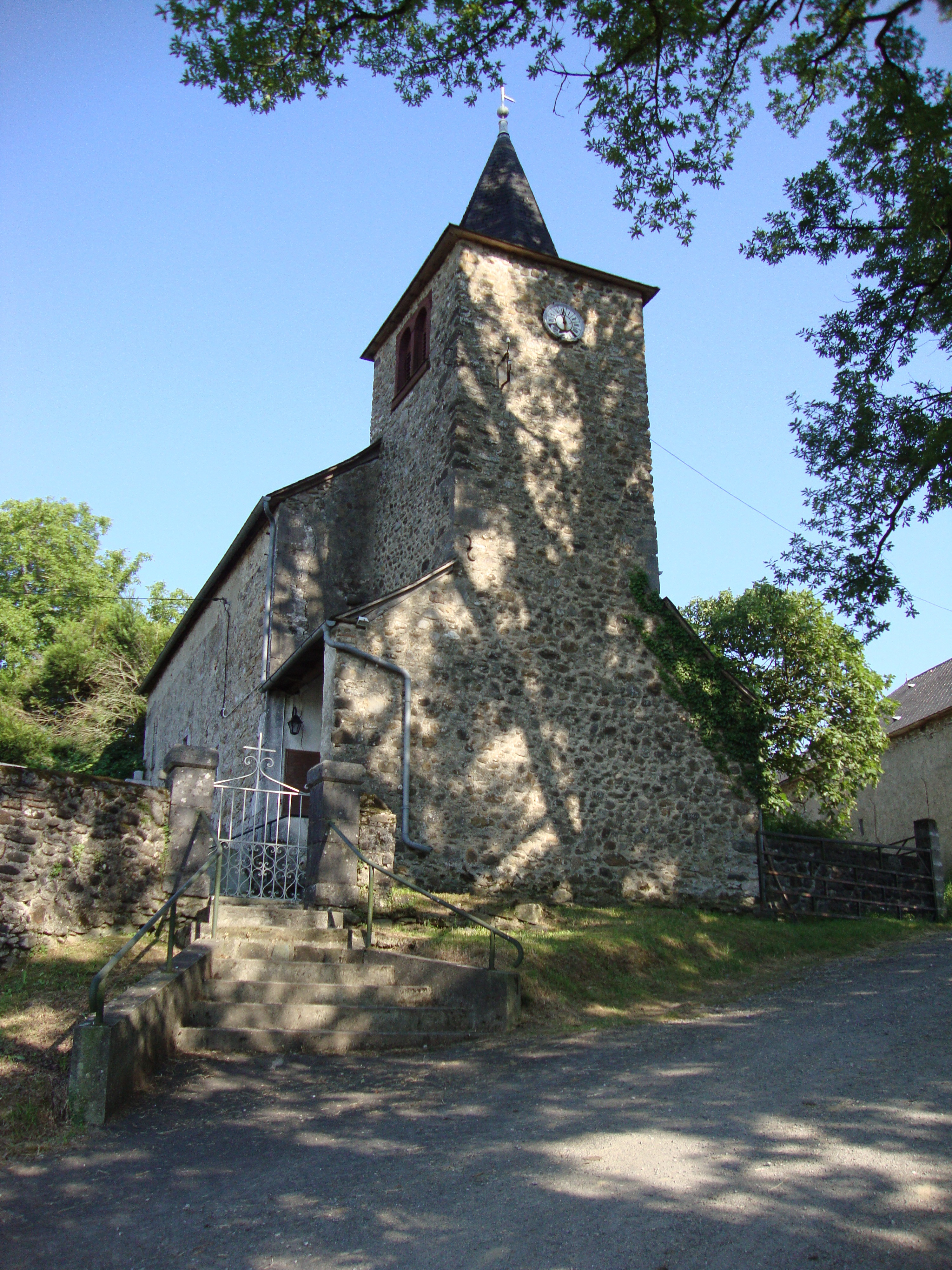
L'église Saint-Martin-de-Tours de Sibas
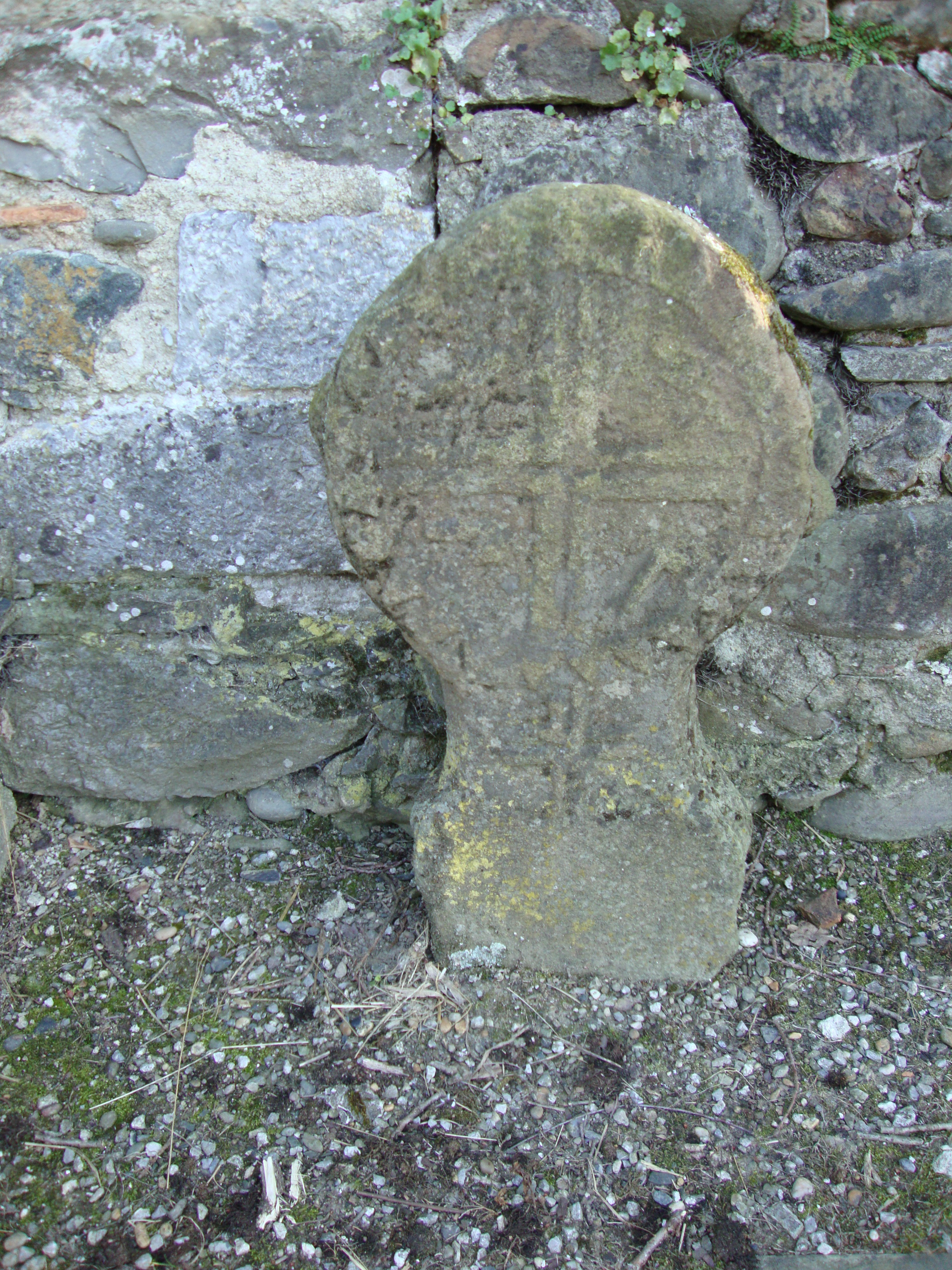
Vieille stèle basque à Sibas.
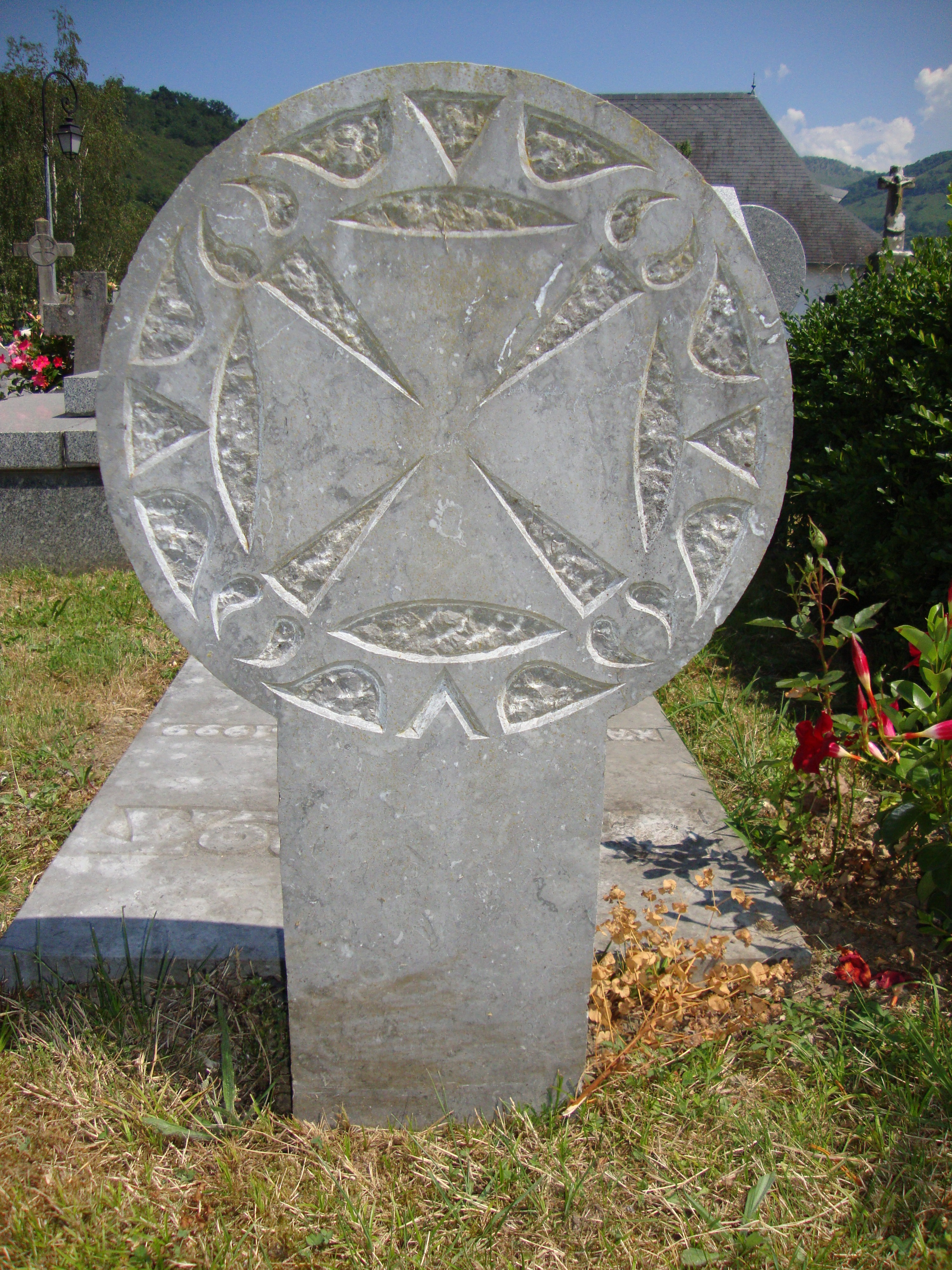
Stèle discoïdale à Abense.

#### Patrimoine civil
Maison Etchandia, ancienne propriété de la famille d'Etchandy puis de la famille de Berterèche de Menditte.
La Salle d'Abense propriété de la famille Vonau.

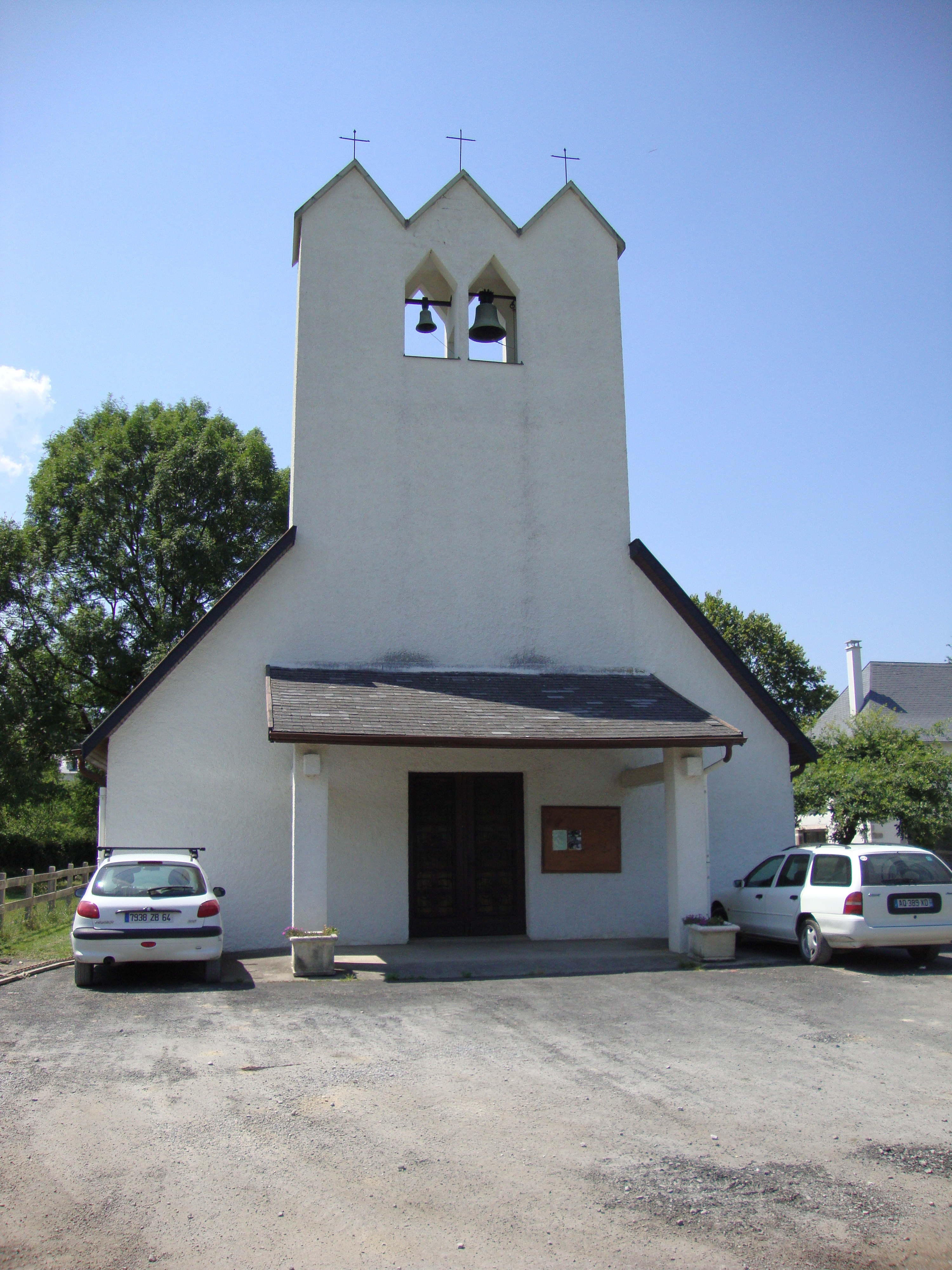
Église Saint-Julien-d'Antioche d'Abense d'Haut, au clocher trinitaire.

#### Patrimoine religieux
- Église de l'Assomption d'Alos. L'église est dédiée à l'Assomption de Marie.
- Église Saint-Julien-d'Antioche d'Abense d'Haut. L'église est dédiée à saint Julien d'Antioche.
- Église Saint-Martin-de-Tours de Sibas. L'église est dédiée à saint Martin de Tours.

### Héraldique
| Blason | Blasonnement : D’or au pont d’argent de trois arches d’argent, maçonné de sable posé sur une champagne fascée ondée d’azur et d’argent et surmonté d’un soleil virgulé de huit rais de gueules; le tout sur une champagne tiercée en pal au 1er d’or à la tour de sable ouverte et ajourée du champ, au 2e de gueules à la plume d’argent dans un encrier de sable, au 3e d’azur à trois virgules d’argent rangées en chef. Commentaires : Devise : «atzotik biharrera» (d'hier à demain). |